# Турский ливр
Турский ливр, турнуа (фр. livre tournois) — одна из основных валют Франции примерно с 1230 по 1795 год. Чеканился в городе Тур, отчего и получил своё название. Исконно употреблялся на Западе Франции, но постепенно стал её основной валютой, вытеснив из обращения более тяжёлый парижский ливр. Упразднён во времена французской революции.

## Денежная единица
Точное время появления турского ливра неизвестно, притом, что он использовался в Турени, Геннегау и Бургундии уже в 1230 г., когда Филипп II присоединил Анжу и Турень к французской короне. С этого времени турский ливр из местной счетной единицы постепенно превращается в общераспространённую валюту, со временем постепенно вытесняя парижский ливр.
Делился на 20 турских солей, или 240 турских денье — ввиду того, что французская числовая система имеет в своём основании числа 20 и 60. Позднее сходное деление было заимствовано англичанами, так фунт стерлингов делился на 20 шиллингов или 240 пенсов. Чеканился в городе Туре в аббатстве Сен-Мартен.
С 1360 г. турский ливр часто именовался «франком», причём оба слова были в равном употреблении как синонимы. Считается, что название «франк» в свою очередь произошло от надписи FRANCORVM REХ — то есть «король франков».
Официально перестал существовать 17 марта 1803 г., и был заменён на новую денежную единицу — франк. Кроме собственно Франции употреблялся как основная валюта на Нормандских островах и в Джерси, где просуществовал до 1837 г., когда был окончательно вытеснен фунтом стерлингов.
Впервые выпущенные в виде монеты королём Иоанном II, эти полновесные золотые, известные также под именем «франки» послужили его выкупом из английского плена, после битвы при Пуатье. Известны также турские ливры Карла V, Генриха III и Генриха IV. В 1701—1720 гг. имя турского ливра носила первая во Франции бумажная валюта.

## Счётные деньги
Турский ливр лежал в основе всех расчётов французских банков как внутри страны, так и за рубежом начиная с XII века. Этот обычай был официально узаконен в 1549 г. но столь же официально отменён в 1577, при том что расчётный ливр был заменён на экю, в то время самую распространённую во Франции золотую монету, и вновь восстановлен в 1602 году.
Золотое содержание ливра и его номинация регулировались королевскими указами, в результате чего вес монеты неуклонно падал.
Официальное обращение турского ливра в королевском домене (взамен ранее употреблявшегося во всех расчётах — парижского) было узаконено указом Филиппа II в 1203 г.
Людовик Святой в результате проведённой им денежной реформы установил золотое содержание ливра в количестве 8,271 г.
Указом Филиппа Красивого к турскому ливру, солю и денье была добавлена ещё одна монета — турский дубль, цена которой равнялась двум турским денье. Шесть дублей приравнивались к одному турскому солю. Выпуск этой монеты производился вплоть до времени Людовика XIII.
В 1360 г. был впервые отчеканен золотой франк с конным изображением короля, приравненный по цене к одному турскому ливру. Количество выпущенных монет равнялось 3 млн экземпляров, ими был заплачен выкуп из плена короля Иоанна II Доброго. Согласно "Нумизматическому словарю" Зварича , эта монета носила название franc d`or a cheval (конный франк) и при массе 3,885 г была изготовлена почти из чистого золота. Кроме этой монеты, Карл V выпустил еще т. наз. franc d`or a pied (пеший франк) из чистого золота весом в 3,826 г. Обе монеты имели стоимость ливра, или 20 солов (су). С того времени франк, как и ливр, стал денежно-счетным понятием, означавшим сумму в 20 солов (су).
В 1575—1641 гг. чеканились серебряные франки, введенные Генрихом III вместо тестонов. Монета весила 14,188 г (11,82 г серебра) и, как и золотой франк в прежнее время, делилась на 20 солов (су). Чеканились также монеты в 1/2 и 1/4 франка.
В 1542 г. турский ливр официально был объявлен основной валютой королевства, указ этот вновь подтверждён в 1602 г.
В 1640 г. золотое содержание ливра равнялось согласно королевскому указу 0,619 г.
В 1720 г. после краха финансовой системы Джона Ло золотое содержание ливра уменьшилось до 0,31 г.
В 1795 г. ливр был окончательно изъят из обращения как один из символов отмены королевской власти и феодальных привилегий во Франции.